# Castandet
Castandet je naselje in občina v francoskem departmaju Landes regije Akvitanije. Naselje je leta 2009 imelo 402 prebivalca.

## Geografija
Kraj leži v pokrajini Gaskonji 16 km jugovzhodno od Mont-de-Marsana.

## Uprava
Občina Castandet skupaj s sosednjimi občinami Artassenx, Bascons, Bordères-et-Lamensans, Cazères-sur-l'Adour, Grenade-sur-l'Adour, Larrivière-Saint-Savin, Lussagnet, Maurrin, Saint-Maurice-sur-Adour in Le Vignau sestavlja kanton Grenade-sur-l'Adour s sedežem v Grenadi. Kanton je sestavni del okrožja Mont-de-Marsan.

## Zgodovina
Prvotna naselbina Rondebœuf je nastala kot srednjeveška bastida pod Plantageneti in Guillaumom de Rondebœufom leta 1315. Sedanje naselje je bilo osnovano kot lončarska vas leta 1834, svoj vrh je dosegla v začetku 20. stoletja.

## Zanimivosti
- cerkev sv. Vincenca Xainteškega iz 19. stoletja,
- dvorec Château de Castandet.

## Pobratena mesta
- Hombourg (Haut-Rhin, Alzacija);